# Copa del Pacífico (Chile-Perú)
La Copa del Pacífico es un trofeo que se disputa en un torneo amistoso entre las selecciones nacionales de fútbol de Chile y Perú. No tiene ninguna relación con el torneo de clubes que lleva el mismo nombre, como tampoco un patrón de años para realizarse cada cierto tiempo. 

## Historia.
Creada en julio de 1953, la Copa ha sido disputada en diez ocasiones, obteniendo Chile 7 títulos y Perú 4 —el título de 1971 fue compartido por ambas escuadras—.
Con excepción de la Copa de 1982, que se jugó en un solo partido en Lima, el resto de las versiones del torneo se ha disputado jugando dos encuentros, algunas veces ambos en el mismo país (1953, 1954 y 1968) y en otras oportunidades alternando los países (1965, 1971, 1983, 1988, 2006 y 2012).

## Lista de campeones.
| Año          | Campeón      | Resultado final | Subcampeón |
| ------------ | ------------ | --------------- | ---------- |
| 1953 Detalle | Perú         |                 | Chile      |
| 1954 Detalle | Perú         |                 | Chile      |
| 1965 Detalle | Chile        |                 | Perú       |
| 1968 Detalle | Chile        |                 | Perú       |
| 1971 Detalle | Chile y Perú | Trofeo          | Compartido |
| 1982 Detalle | Perú         | 1:0             | Chile      |
| 1983 Detalle | Chile        |                 | Perú       |
| 1988 Detalle | Chile        |                 | Perú       |
| 2006 Detalle | Chile        |                 | Perú       |
| 2012 Detalle | Chile        |                 | Perú       |

## Palmarés.
| Títulos | País  | Años                                     |
| ------- | ----- | ---------------------------------------- |
| 7       | Chile | 1965, 1968, 1971, 1983, 1988, 2006, 2012 |
| 4       | Perú  | 1953, 1954, 1971, 1982                   |